# Mokrzyca (przystanek kolejowy)
Mokrzyca – zlikwidowany przystanek kolejowy w Ustce, w województwie pomorskim, w Polsce, na linii kolejowej nr 405, łączącej stację Piła Główna z Ustką.
Ostatni pociąg zatrzymał się tu 1 września 2019 roku.